# Jugulator (album)
Jugulator is het dertiende studioalbum van de Britse heavymetalband Judas Priest, uitgebracht in 1997. Het is het eerste album met Tim 'Ripper' Owens.

## Tracklisting
1. "Jugulator" – 5:50
2. "Blood Stained" – 5:26
3. "Dead Meat" – 4:44
4. "Death Row" – 5:04
5. "Decapitate" – 4:39
6. "Burn in Hell" – 6:42
7. "Brain Dead" – 5:24
8. "Abductors" – 5:49
9. "Bullet Train" – 5:11
10. "Cathedral Spires" – 9:12